# Метскюла (Сааремаа)
Ме́тскюла (эст. Metsküla) — деревня в волости Сааремаа уезда Сааремаа, Эстония. До административной реформы местных самоуправлений Эстонии 2017 года входила в состав волости Лейзи.

## География и описание
Расположена на острове Сааремаа, в 33 километрах к северу от уездного и волостного центра — города Курессааре. Высота над уровнем моря — 17 метров.
Климат умеренный. Официальный язык — эстонский. Почтовый индекс — 94271.

## Население
По данным переписи населения 2021 года, в Метскюла насчитывалось 101 житель, из них 100 (99,0 %) — эстонцы.
По данным переписи населения 2011 года, в деревне проживали 105 человек, из них 104 (99,0 %) — эстонцы.
Численность населения деревни Метскюла по данным Департамента статистики: 
| Год  | 2000 | 2011  | 2017  | 2018  | 2019  | 2020  | 2021  |
| ---- | ---- | ----- | ----- | ----- | ----- | ----- | ----- |
| Чел. | 126  | ↘ 105 | ↗ 109 | ↗ 110 | ↘ 107 | ↗ 112 | ↘ 101 |

## История
В XVII веке на землях современной деревни Метскюла была основана мыза Мецкюль (нем. Metzküll), рядом с которой образовалась деревня.
На военно-топографических картах Российской империи (1846–1863 годы), в состав которой входила Лифляндская губерния, деревня обозначена как Мецкюля.
В 1920 году на землях мызы возникло поселение, которое в 1977 году объединили с этой деревней.
В Метскюла находится православная церковь Сретения Господня. Построена в 1914 году, освящена в 1915 году. Представляет из себя бревенчатое строение с двумя башнями. Бронзовый колокол церкви, изготовленный на заводе Франца Крулля в 1931 году, внесён в Государственный регистр памятников культуры Эстонии (при инспектировании 06.11.2009 состояние хорошее).

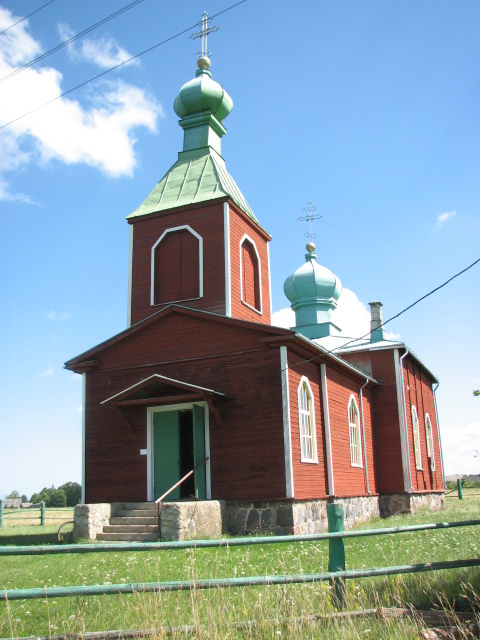
Православная церковь в Метскюла
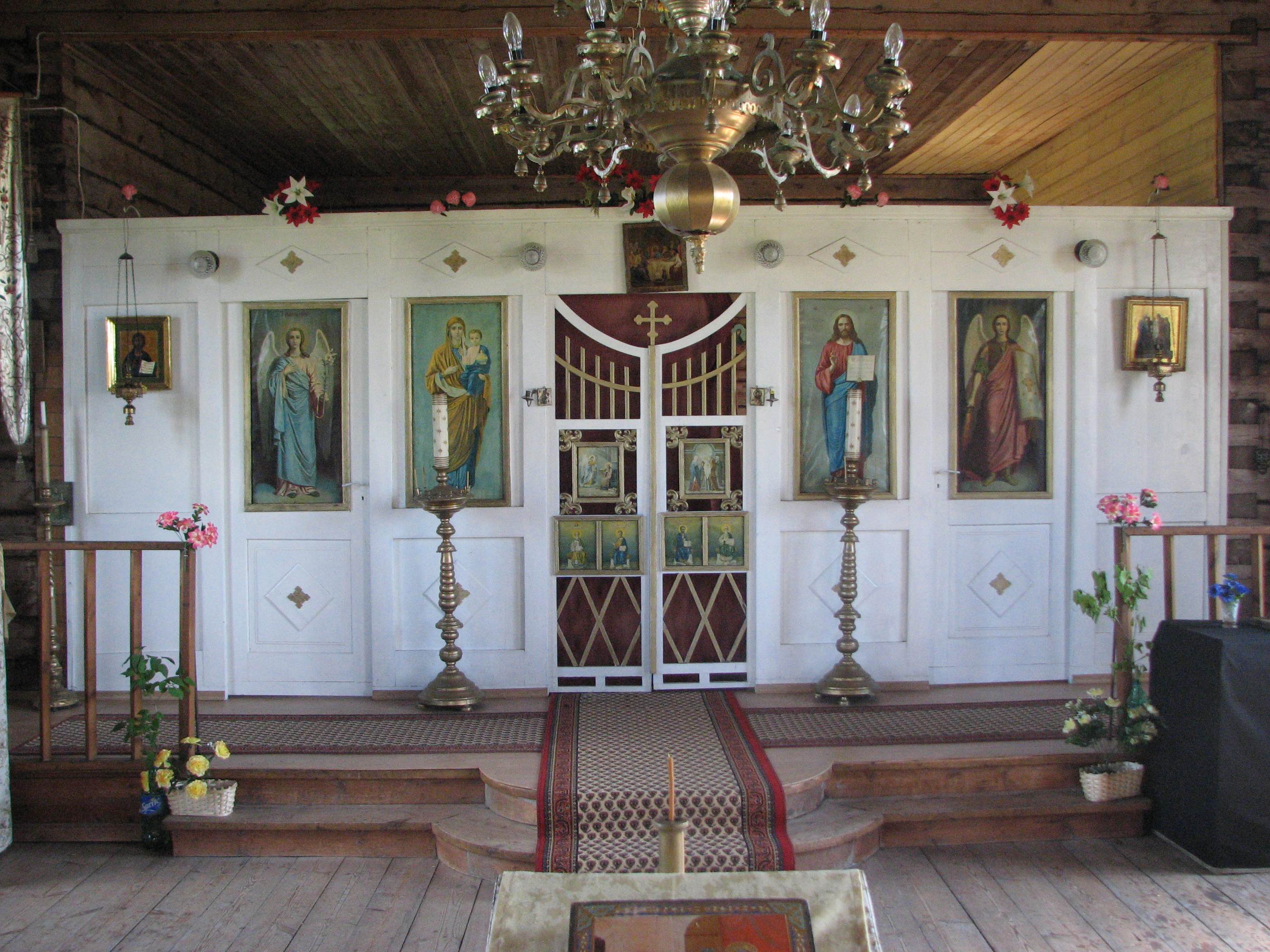
Убранство церкви в Метскюла
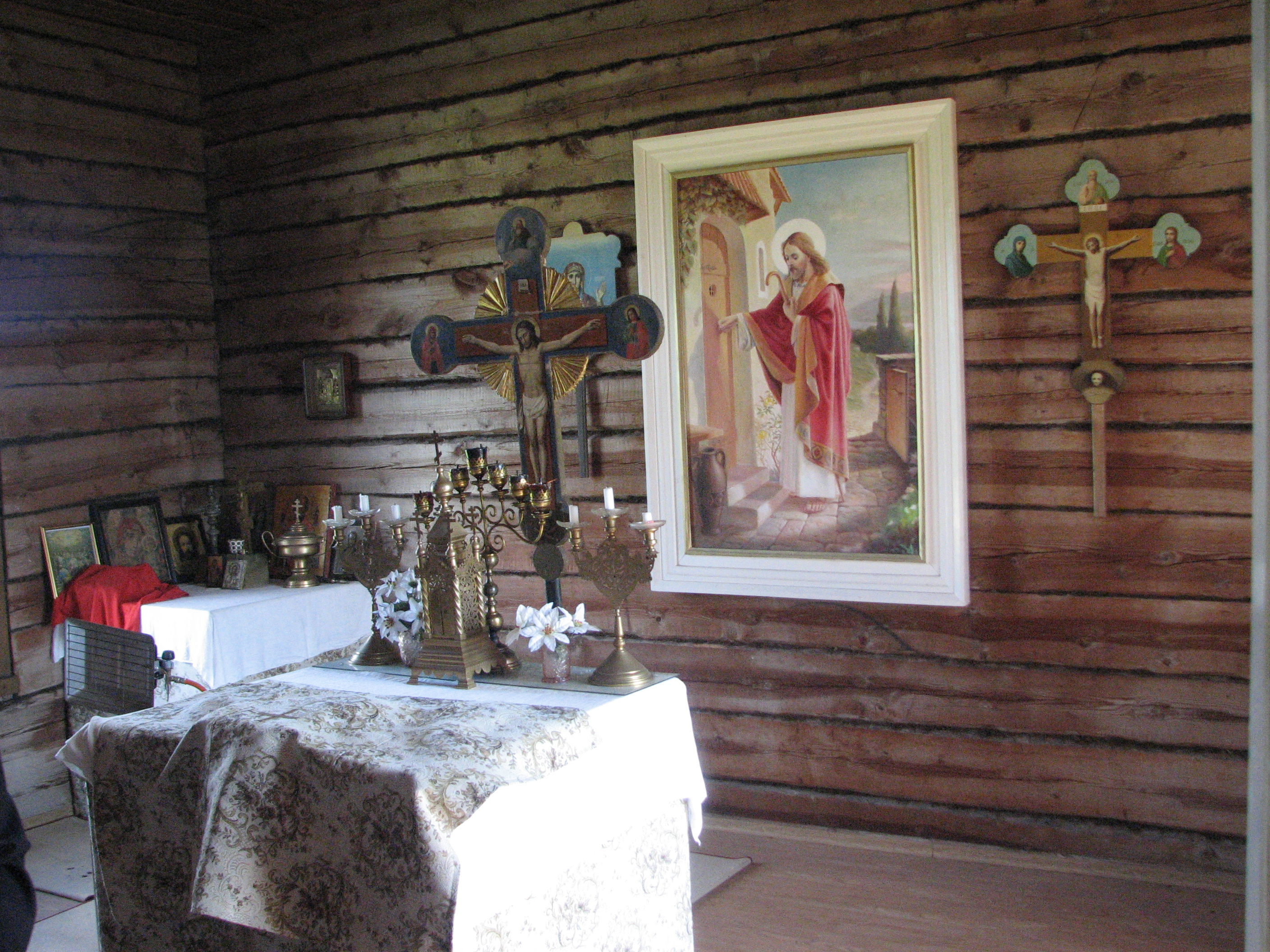
Алтарь церкви в Метскюла

## Комментарии
1. ↑  Эстонские топонимы, оканчивающиеся на -а, не склоняются и не имеют женского рода (исключение — Нарва)[6].